# Vito Ortelli
Vito Ortelli (Faenza, 5 de julho de 1921-Faenza, 24 de fevereiro de 2017) foi um ciclista italiano que foi profissional entre 1942 e 1952. Em seu palmarés destacam dois campeonatos nacionais de perseguição (1945, 1946), um em estrada (1948) e uma vitória de etapa ao Giro d'Italia de 1946, em que finalizou terceiro da classificação geral.

## Palmarés
- 1942
  - 1º no Giro de Toscana
- 1945
  - Campeão da Itália de perseguição 
  - 1º na Milão-Torino
- 1946
  - Campeão de Itália de perseguição 
  - 1º na Milão-Torino
  - Vencedor de uma etapa do Giro d'Italia
- 1947
  - 1º no Giro do Piamonte
- 1948
  - Campeão da Itália em estrada
  - 1º no Giro della Romagna

### Resultados ao Giro d'Italia
- 1946. 3º da classificação geral. Vencedor de uma etapa. Traz a maglia rosa durante 6 etapas
- 1947. 12º da classificação geral
- 1948. 4º da classificação geral. Traz a maglia rosa durante 5 etapas
- 1950. Abandona (3ª etapa)